# 4311 Zguridi
4311 Zguridi eller 1978 SY6 är en asteroid i huvudbältet som upptäcktes den 26 september 1978 av den sovjetisk-ryska astronomen Ljudmila Zjuravljova vid Krims astrofysiska observatorium på Krim. Den är uppkallad efter Aleksandr Zguridi.
Asteroiden har en diameter på ungefär 8 kilometer och den tillhör asteroidgruppen Vesta.